# Ponceau 4R
Ponceau 4R (de asemenea, cunoscut sub numele de IC 16255  Cochineal Roșu A', Cochineal Acid C.I. 18, Stacojiu Srălucitor 3R, Stacojiu Strălucitor 4R, Cocineal Nou, ș.a., Purpuriu SX), este un colorant sintetic care poate fi utilizat ca un aditiv alimentar. Este clasificat cu un Număr E: E124. Numele substanței chimice este 1-(4-sulpho-1-napthylazo)- 2-napthol- 6,8-disulphonic acid, trisodium. Ponceau (în franceză "colorat-ca-macul") este numele generic pentru o familie de coloranți azo.